# Ivo Klein

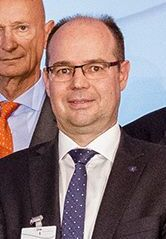
Ivo Klein

Ivo Klein (* 30. April 1961 in Eschen) ist ein liechtensteinischer Politiker. Er war von 2005 bis 2008 Landtagsvizepräsident.

## Biografie
Nach einer Lehre bei der Bank in Liechtenstein studierte Klein Betriebswirtschaftslehre in St. Gallen. Nach Fremdsprachenaufenthalten in Großbritannien und Frankreich, kehrte Klein in die Bank, in der er seine Lehre absolvierte, zurück und ist dort seitdem tätig. 1990 erhielt er seinen Diplomabschluss als Wirtschaftsprüfer. Die dazu nötige Weiterbildung hatte er 1986 begonnen.
2001 wurde der gelernte Betriebsökonom und Wirtschaftsprüfer für die Vaterländische Union erstmals Mitglied des Liechtensteiner Landtags und gehörte dort seit 2003 der Finanzkommission und seit 2005 der Parlamentarier-Kommission Bodensee an. 2005 wurde er darüber hinaus Vizepräsident des Landtags. Bei den Landtagswahlen 2009 trat er nicht mehr an.
Klein ist verheiratet und hat zwei Töchter.